# S:t Tomas kyrka
För den nutida katolska kyrkan i Lund, se Sankt Thomas av Aquino församling. För den medeltida kyrkan i Lund, se Sankt Thomas kyrka.

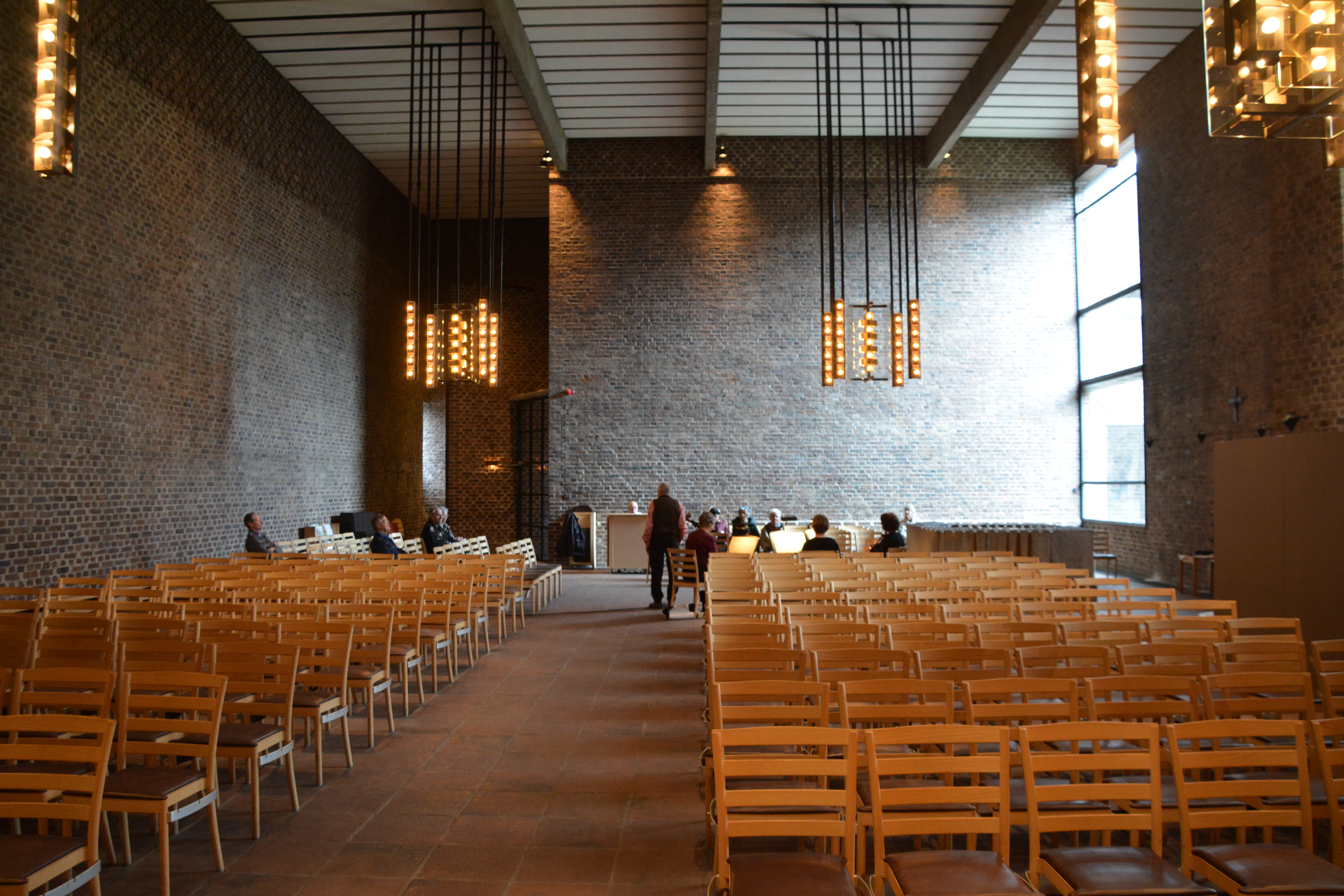
Kyrkorummet

S:t Tomas kyrka är en kyrka i Vällingby i Stockholm, ritad av arkitekt Peter Celsing och inredningsarkitekt Ella Öström samt invigd 1960. Byggnaden är murad i bränt tegel, inuti finns ett träkrucifix av konstnären Bror Hjorth. Kyrkan är belägen på Kirunagatan, i direkt anslutning till Vällingby Centrum och kyrkan är ett av de främsta exemplen på de kyrkor som uppfördes under efterkrigstiden i de nya förorterna i Stockholm. Kyrkan tillhör Vällingby församling i Stockholms stift. Fastigheten är blåmärkt av Stadsmuseet i Stockholm vilket är den högsta klassen och innebär "att bebyggelsen bedöms ha synnerligen höga kulturhistoriska värden".

## Historia
Kyrkan ligger i femtiotalsförorten Vällingby, där centrum invigdes 1954. Vällingby var ett tidigt exempel på en ABC-stad (arbete, bostad och centrum) och Sven Markelius hade huvudansvar för planering. En kyrka fanns från början med i planerna och en tomt var reserverad för Spånga församling. Kyrkorådet gav uppdraget att rita en ny kyrka till arkitekterna Backström och Reinius, vilka hade ritat en rad byggnader i området. Sedan de avsagt sig uppdraget, gick det till Peter Celsing.
Projekteringen pågick under mer än sex år. Under denna tid arbetade Peter Celsing och kyrkorådets ordförande och församlingens komminister Lennart Håkanson med att förena församlingens krav med Celsings estetiska. Först 1958 påbörjades byggnadsarbetet. Murningen sköttes på Celsings förslag av murarelever för att hålla kostnaden nere, och för att ge murarna en mer oregelbunden och levande form. Kyrkan var planerad att bli centrum för den blivande Vällingby församling, men Vällingby blev inte en självständig församling förrän 1974 när också arbetet med ett nytt församlingshus påbörjades. Församlingshuset, som ligger invid kyrkan, bygger på skisser av Peter Celsing. Det slutfördes dock, efter det att Celsing avlidit, av Per Ahrbom och uppfördes 1975-77.

## Byggnaden

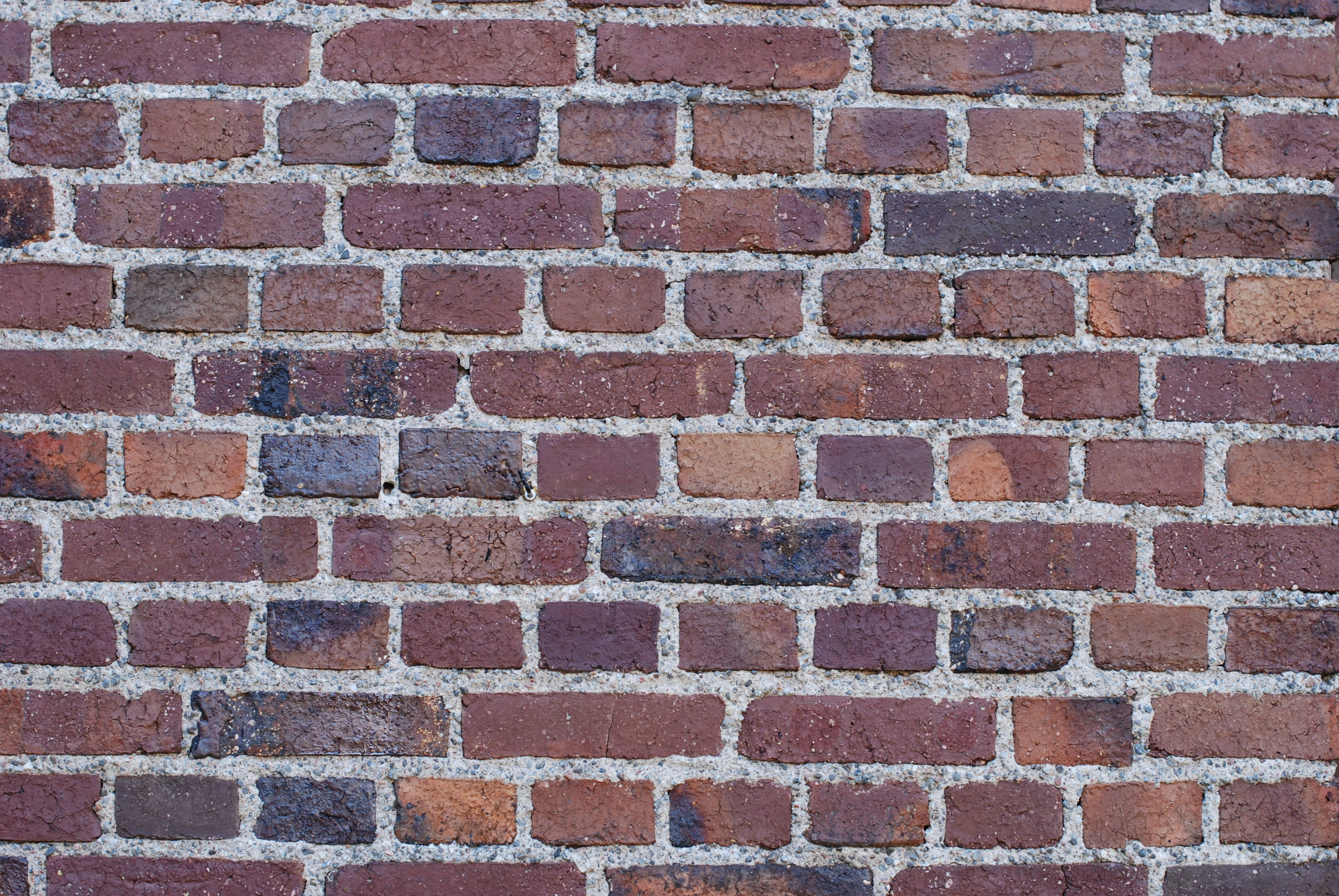
Detalj av vägg i Helsingborgstegel

Kyrkan ligger i nordvästra delen av Vällingby Centrum. Byggnadens huvudingång ligger mot torget. Byggnaden är omgiven av femtiotalshus, både lägre trevåningshus och höghus. Granne är också det av Backström & Reinius ritade medborgarhuset och ett av Peter Celsing ritat bibliotek i rött Helsingborgstegel.
Framför kyrkan står ett högt kors i stål. Kyrkobyggnaden har ett nästan kvadratiskt plan med en gård i centrum. Mot norr ligger kyrksalen, medan de övriga sidorna i två våningar upptas av sakristia, konfirmandrum, och övriga utrymmen.
Fasaderna är murade i mörkbränt Helsingborgstegel och saknar takfot och sockel. Väggarna är fria från stuprör och andra störande element. På den östra fasaden, där också ingången ligger, finns det dock ett fönsterband med svarta träbågar. I väster finns kyrktornet uppfört i tegel och betong med de 20 klockorna fritt exponerade varav 18 av klockorna är i klockspelet och övriga två är kyrkklockor. Slagtonerna är (från stora till lilla klockan) g1 och aiss1.
Kyrkorummet har samma tegel på väggarna, betongbjälkar i taket kombinerat med vita betongelement och kvadratiska keramikplattor på golvet. Vid koret finns ett högt och smalt fönster.